# Enrique Rebuschini
Enrique Rebuschini (Gravedona, 28 de abril de 1860-Cremona, 10 de mayo de 1938) fue un presbítero católico italiano, de la Orden de los Ministros de los Enfermos (Camilos), venerado como beato en la Iglesia católica.

## Biografía
Enrique Rebuschini nació el 28 de abril de 1860 en la ciudad de Gravedona, en la provincia de Como (Italia), en el seno de una familia burguesa. En contra de la voluntad de su familia ingresó en el seminario de Como. A causa de una depresión regresó al seno de su familia y desde su vida de laico se dedicó a cuidar de los enfermos y de los más pobres. Es en esta misión donde conoce a los camilos y con 27 años ingresa a esa orden religiosa. Fue ordenado sacerdote, con dispensa del obispo de Mantua, Giuseppe Sarto (futuro Pío X), dos años luego de su ingreso al instituto. Trabajó por diez años en la ciudad de Verona y luego por casi cuarenta años en el hospital de San Camilo de Cremona. Murió en esta ciudad el 10 de mayo de 1938.

## Culto
El proceso de beatificación de Enrique Rebuschini se abrió en la diócesis de Cremona el 3 de octubre de 1947. El proceso diocesano se concluyó el 28 de julio de 1958. La introducción formal de la causa no se produjo hasta el 15 de marzo de 1980 y se clausuró el 28 de julio de 1983. El papa Juan Pablo II le declaró venerable, mediante el decreto de virtudes del 11 de julio de 1995. El mismo pontífice le beatificó el 4 de mayo de 1997, en la Plaza de San Pedro en el Vaticano.
La Iglesia católica celebra su fiesta el 10 de mayo. Ese mismo día el Martirologio romano hace su elogio y la Orden de los Camilos le recuerda con el grado de memoria obligatoria.